# 江苏电力职工大学
江苏电力职工大学，原江苏省电力职工大学，是曾经存在的一所公办成人专科学校，位于江苏省南京市，2013年撤销。

## 专业设置
- 城乡供用电管理
- 电厂热能动力工程
- 电力市场营销
- 电力系统及其自动化
- 发电厂及电力系统
- 工程管理
- 计算机信息管理